# Casa do Alcaide-Mor
A Casa do Alcaide-Mor, ou Antiga Casa da Câmara, situa-se na freguesia de Santa Maria, no Município de Estremoz, Distrito de Évora, Portugal.
Edifício classificado como Monumento Nacional, pelo IGESPAR, em ruínas, apenas restava a fachada principal, que foi demolida em 2021.

## História
Por diversos motivos, D. Afonso V e a sua corte passam longos períodos em Estremoz, obrigando o alcaide-mor e a sua família a abandonar o paço, tendo D. Sancho de Noronha mandado construir este edifício, em 1450.
O edifício foi abandonado nos anos 30 do século XX e chegou aos dias de hoje reduzido à fachada principal.
Em 2018 a Câmara de Estremoz procede à venda do imóvel dado este se encontrar abandonado e não possuir verbas para a sua recuperação, pelo valor de 180 mil euros à Sociedade Agrícola Monte das Barrocas, com sede em Estremoz, para criação de uma unidade hoteleira.
Os novos proprietários apresentaram um projeto de reabilitação para o quarteirão inteiro onde se inclui o edifício com vista a ficar reconvertido num hotel de charme, num projeto com assinatura de Siza Vieira, designado "Casa do Alcaide-Mor Suites and Villas".
O que restava do edifício foi derrubada em Abril de 2021, sendo que a fachada será reconfigurada com os elementos que a constituíam.

## Características
É uma casa de dois pisos, com portal de estilo manuelino, em mármore, tendo ao lado uma janela do século XVIII. No piso superior encontra-se uma janela dupla decorada com elementos botânicos, e à sua esquerda uma varanda do século XVIII.
O interior da casa encontra-se em ruínas, não restando qualquer cobertura ou estrutura.